# الأغذية المعدلة وراثيا في أفريقيا
على الرغم من ترحيب بعض البلدان الإفريقية بالمحاصيل المعدلة وراثيا وسيلةً لتحسين الإنتاجية في الزراعة والأمن الغذائي، فقد وضعت بلدان أخرى أطر تنظيمية حذرة تؤكد على تقييمات السلامة الدقيقة وإدارة المخاطر. ومن ناحية أخرى، تواصل بعض الدول الأفريقية فرض قوانين صارمة أو حظر كامل بسبب المخاوف بشأن الآثار السلبية المحتملة على البيئة، والصحة البشرية، والظروف الاجتماعية والاقتصادية. على سبيل المثال، وضعت جنوب أفريقيا إطارًا تنظيميًا واسع النطاق يسمح بالإنتاج التجاري لمحاصيل معدلة وراثيًا محددة، مما يدل على موقف إيجابي نسبيًا. ومن المعروف أيضًا أنه على الرغم من أن بعض الدول، مثل مصر وبوركينا فاسو، كانت من بين أوائل الدول التي استخدمت المحاصيل المعدلة وراثيًا في أفريقيا، إلا أنها تراجعت الآن. وعلاوة على ذلك، فإن إثيوبيا وكينيا وغانا ونيجيريا وإسواتيني من بين الدول التي بدأت للتو في استخدام هذه التكنولوجيا في أنظمتها الزراعية. وعلى العكس من ذلك، نفذت دول مثل تنزانيا وأوغندا وزيمبابوي وشرق أفريقيا سياسات أكثر صرامة، تحظر زراعة محاصيل معدلة وراثيًا معينة.
زُرعت المحاصيل المعدلة وراثيًا تجاريًا في أربع دول أفريقية؛ جنوب أفريقيا وبوركينا فاسو ومصر والسودان. بدءًا من عام 1998، أصبحت جنوب أفريقيا أكبر منتج للمحاصيل المعدلة وراثيًا، ثم بوركينا فاسو ومصر بدءًا من عام 2008. زرع السودان القطن المعدل وراثيًا في عام 2012. تجري دول أخرى، بمساعدة الحكومات والمؤسسات الدولية، تجارب وأبحاثًا على المحاصيل المهمة لأفريقيا. تشمل المحاصيل قيد البحث للاستخدام في أفريقيا القطن والذرة والكسافا واللوبيا والذرة الرفيعة والبطاطس والموز والبطاطا الحلوة وقصب السكر وجوز الهند والقرع والعنب. بالإضافة إلى مقاومة الأمراض والحشرات والفيروسات، تركز بعض مشاريع البحث على السمات المهمة بشكل خاص لأفريقيا مثل مقاومة القحط والإغناء البيولوجي.
في عام 2010، وبعد تسع سنوات من المحادثات، أنتجت السوق المشتركة لشرق وجنوب أفريقيا (الكوميسا) مسودة سياسة بشأن تكنولوجيا المحاصيل المعدلة وراثيًا، والتي تم إرسالها إلى جميع الحكومات الوطنية التسع عشرة للتشاور في سبتمبر 2010. وبموجب السياسة المقترحة، سيتم تقييم المحاصيل المعدلة وراثيًا الجديدة علميًا من قبل الكوميسا. إذا اعتبر المحصول المعدل وراثيًا آمنًا للبيئة والصحة البشرية، فسيتم منح الإذن بزراعة المحصول في جميع الدول الأعضاء التسع عشرة، على الرغم من أن القرار النهائي سيُترك لكل دولة على حدة. أقرت كينيا قوانين في عام 2011، وأقرت غانا ونيجيريا قوانين في عام 2012 سمحت بإنتاج واستيراد المحاصيل المعدلة وراثيًا. وبحلول عام 2013، وافقت الكاميرون وملاوي وأوغندا على تجارب المحاصيل المعدلة وراثيًا. كما قامت إثيوبيا بمراجعة قوانين السلامة البيولوجية الخاصة بها وفي عام 2015 كانت تحاول الحصول على بذور القطن المعدلة وراثيًا للتجارب.
وجدت دراسة بحثت في وضع العلامات الطوعية في جنوب إفريقيا أن 31% من المنتجات التي تحمل علامة «خالية من الكائنات المعدلة وراثيًا» تحتوي على نسبة من الكائنات المعدلة وراثيًا أعلى من 1.0%. أظهرت دراسات أجريت في أوغندا عام 2011 أن الموز المعدل وراثيًا لديه قدرة عالية على الحد من الفقر الريفي ولكن المستهلكين الحضريين ذوي الدخل الأعلى نسبيًا قد يرفضون إدخاله.
في عام 2002، قطعت زامبيا تدفق الأغذية المعدلة وراثيًا (الذرة في الغالب) من برنامج الغذاء العالمي التابع للأمم المتحدة على أساس بروتوكول قرطاجنة. ترك هذا السكان بدون مساعدات غذائية أثناء المجاعة. في ديسمبر 2005، غيرت الحكومة الزامبية موقفها في مواجهة المزيد من المجاعة وسمحت باستيراد الذرة المعدلة وراثيًا. ومع ذلك، أصر وزير الزراعة الزامبي مونديا سيكاتانا في عام 2006 على أن الحظر المفروض على الذرة المعدلة وراثيًا لا يزال قائمًا، قائلاً: "نحن لا نريد أغذية معدلة وراثيًا ونأمل أن نتمكن جميعًا من الاستمرار في إنتاج أغذية غير معدلة وراثيًا".